# ロベール・ダランソン
ペルシュ伯ロベール（フランス語：Robert d'Alençon, comte de Perche, 1344年 - 1377年）は、アランソン伯シャルル2世とマリア・デ・ラ・セルダの息子である。1346年に父よりペルシュ伯位を継承した。
1374年4月5日、ロベールはロアン子爵ジャン1世の娘ジャンヌと結婚した。息子シャルル（1375年 - 1377年）はロベールに先立って死去した。